# Estatua de Valle-Inclán (Pontevedra)
La estatua de Valle-Inclán es una escultura creada por el escultor español César Lombera, situada en la ciudad española de Pontevedra. Se encuentra en la plaza de Méndez Núñez y fue inaugurada el 26 de junio de 2003.

## Historia
A principios del siglo XXI, el Ayuntamiento de Pontevedra decidió instalar en la ciudad un monumento al escritor Ramón María del Valle-Inclán por su gran relación con Pontevedra y para compensar la retirada, en 1952, de un busto de este escritor universal de los jardines del parque de las Palmeras, que fue donado por la ciudad al municipio de Puebla del Caramiñal.
Se decidió instalarlo en la plaza Méndez Núñez, frente a la casa de los Muruais (los hermanos Jesús y Soledad), en cuya importante biblioteca Valle-Inclán se formó y entró en el mundo de la literatura. La escultura costó 16.000 euros.
Ramón María del Valle-Inclán nació en Villanueva de Arosa, en la provincia de Pontevedra. Después de estudiar en su villa natal con la ayuda de su padre, toda la familia se trasladó a la capital de la provincia, Pontevedra, donde su padre había conseguido ser nombrado secretario del Gobierno Civil, la Delegación del Gobierno en la provincia de Pontevedra. En 1877 inició sus estudios de bachillerato en el Instituto Provincial de Pontevedra. Durante esa época, Jesús Muruáis, profesor de francés y latín y amigo de su padre, le influyó literariamente. Leyó a Cervantes, Quevedo y el  vizconde de Chateaubriand, así como obras militares y de historia de Galicia. El 29 de abril de 1885 terminó el bachillerato, a los diecinueve años.
Estudió Derecho en la Universidad de Santiago de Compostela, carrera que no terminó. Tras otra estancia en Pontevedra, en 1890 se marchó a Madrid. Regresó a Pontevedra en 1892 y se fue a México. Volvió a Pontevedra en 1893 para aliviar su nostalgia. Entabló amistad con Jesús Muruáis, en cuya biblioteca pudo leer a los escritores europeos más importantes de la época. Acudía con frecuencia al Café Moderno y exhibía su particular dialéctica que más tarde le haría famoso. En 1895 publicó en la ciudad su primer libro de relatos: Femeninas.
Fue entonces cuando Valle-Inclán adoptó el atuendo de los jóvenes escritores franceses: capa, sombrero y, sobre todo, una larga barba. Vivió en Pontevedra en una casa de la plaza de las Cinco Calles hasta 1896, cuando, con 29 años, se trasladó a Madrid.

## Descripción
La figura del escritor está instalada en un lateral de la plaza de Méndez Núñez, en actitud de salida de la Casa de los Muruáis, donde solía acudir a su biblioteca, una de las mejores de Pontevedra, y asistir a actos culturales.
La escultura es de bronce y representa al escritor como un dandi a tamaño natural, con sombrero, chaqueta cruzada y bastón. Lleva bigote, gafas y su característica barba larga. Pesa media tonelada y mide 1,75 metros.
La escultura se basa en la imagen clásica del escritor y, más concretamente, en una fotografía suya paseando por el Paseo de Recoletos de Madrid.

## Galería de imágenes

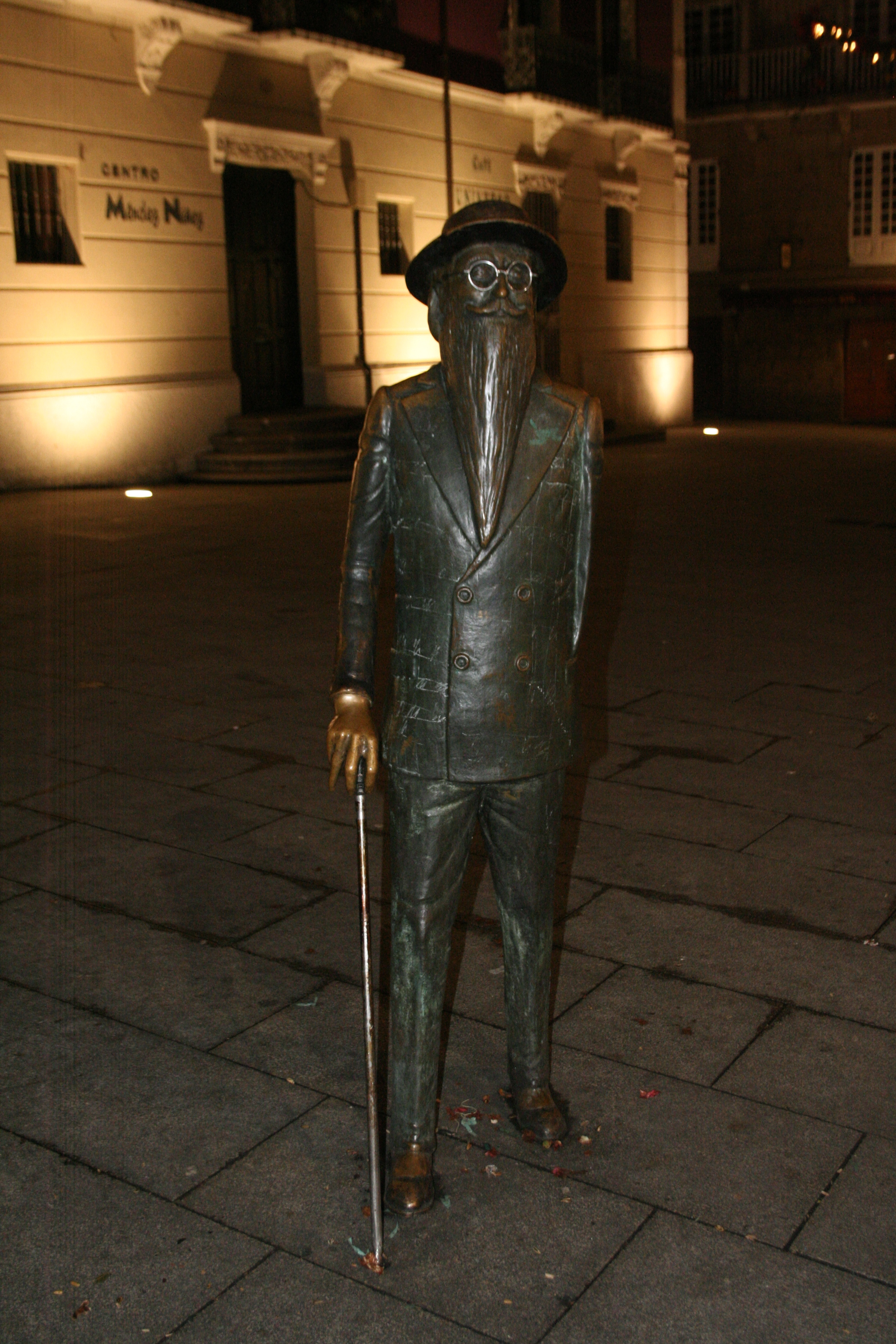
La estatua de noche
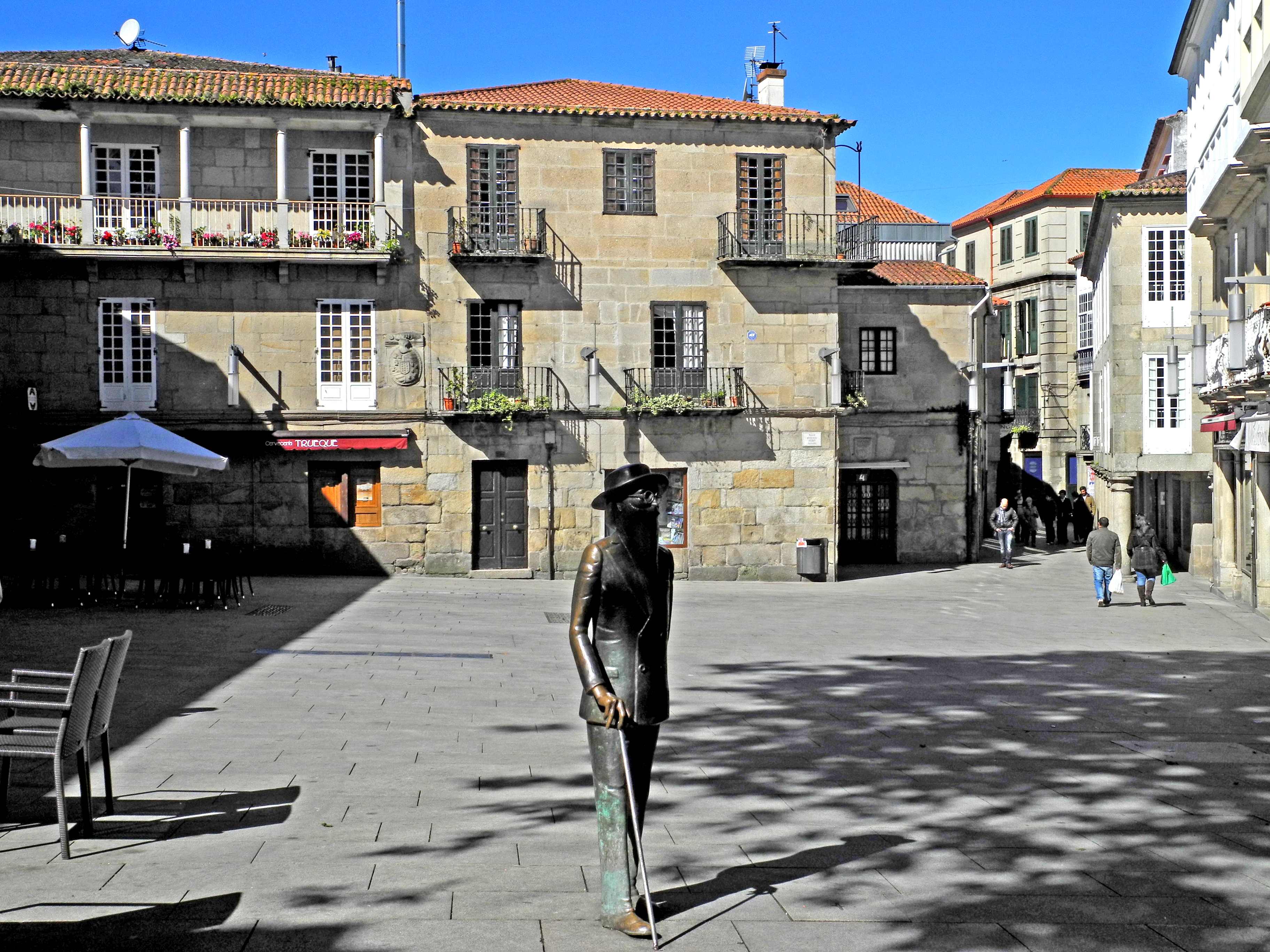
Valle-Inclán en la plaza de Méndez Núñez
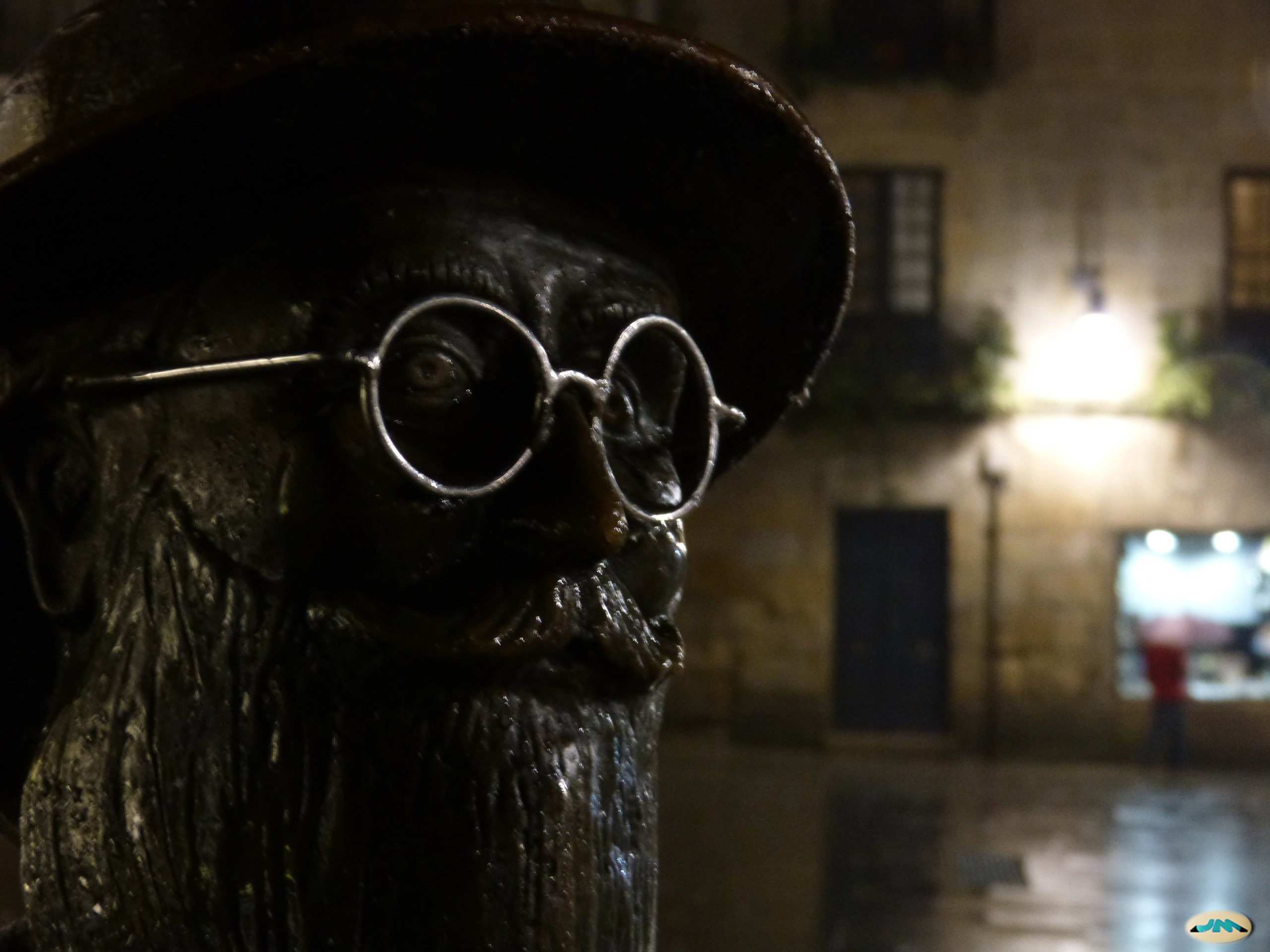
Detalle de la cara de la estatua con las gafas
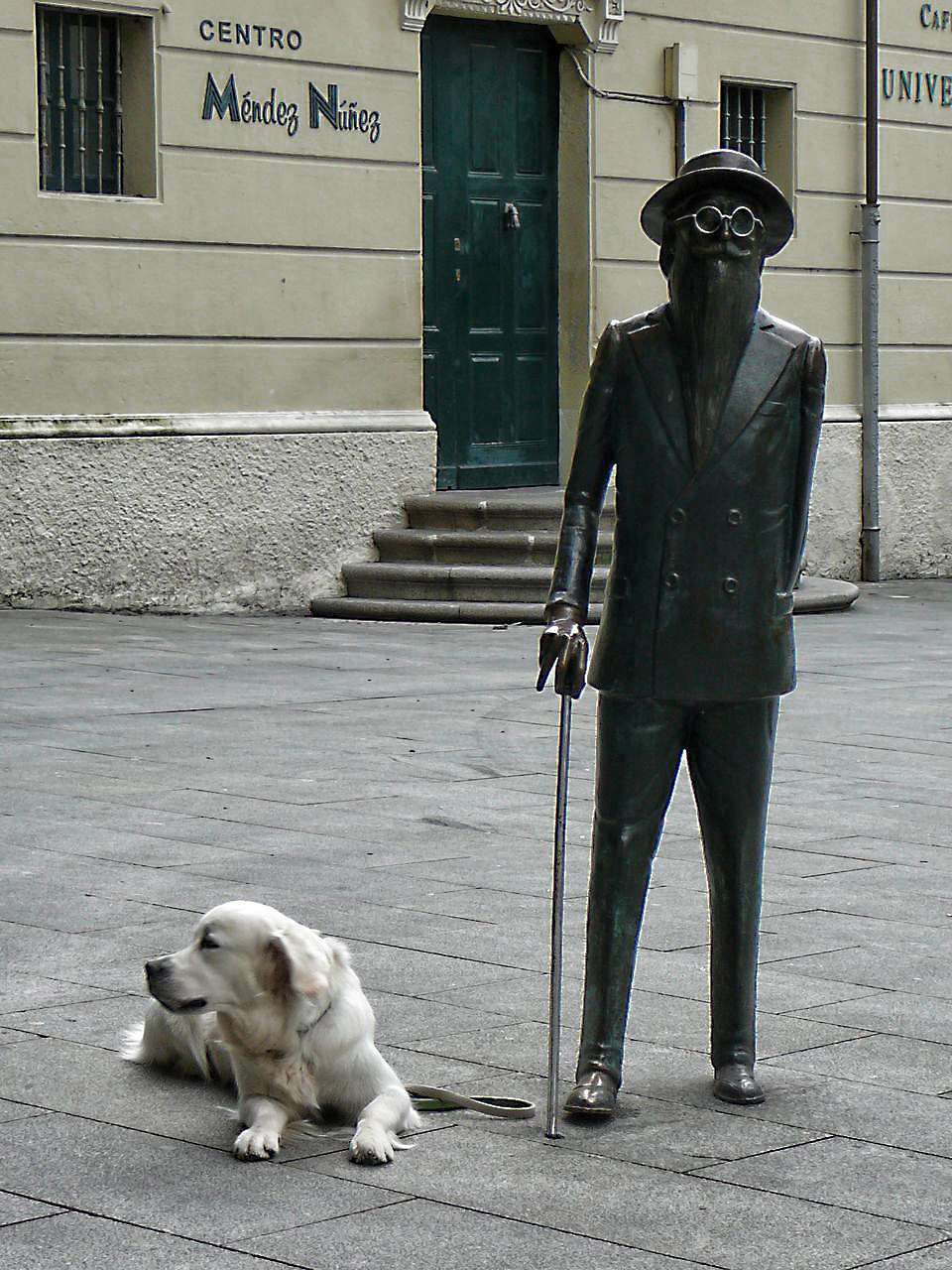
La estatua en la plaza
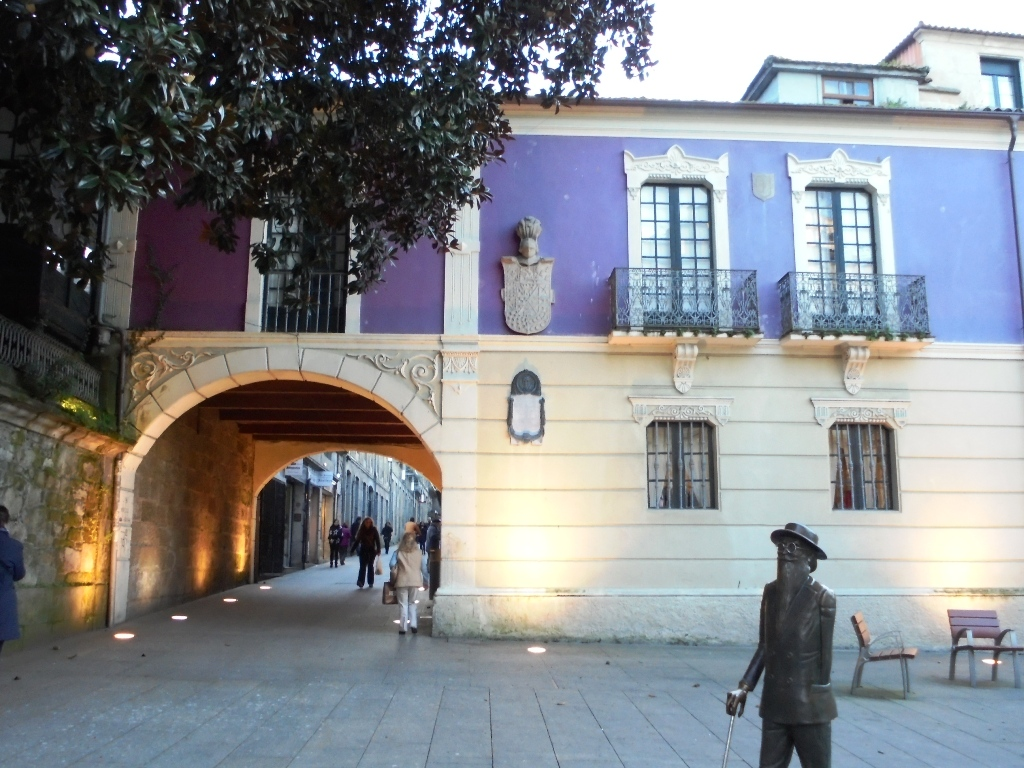
Valle-Inclán en frente de la casa de los Muruais
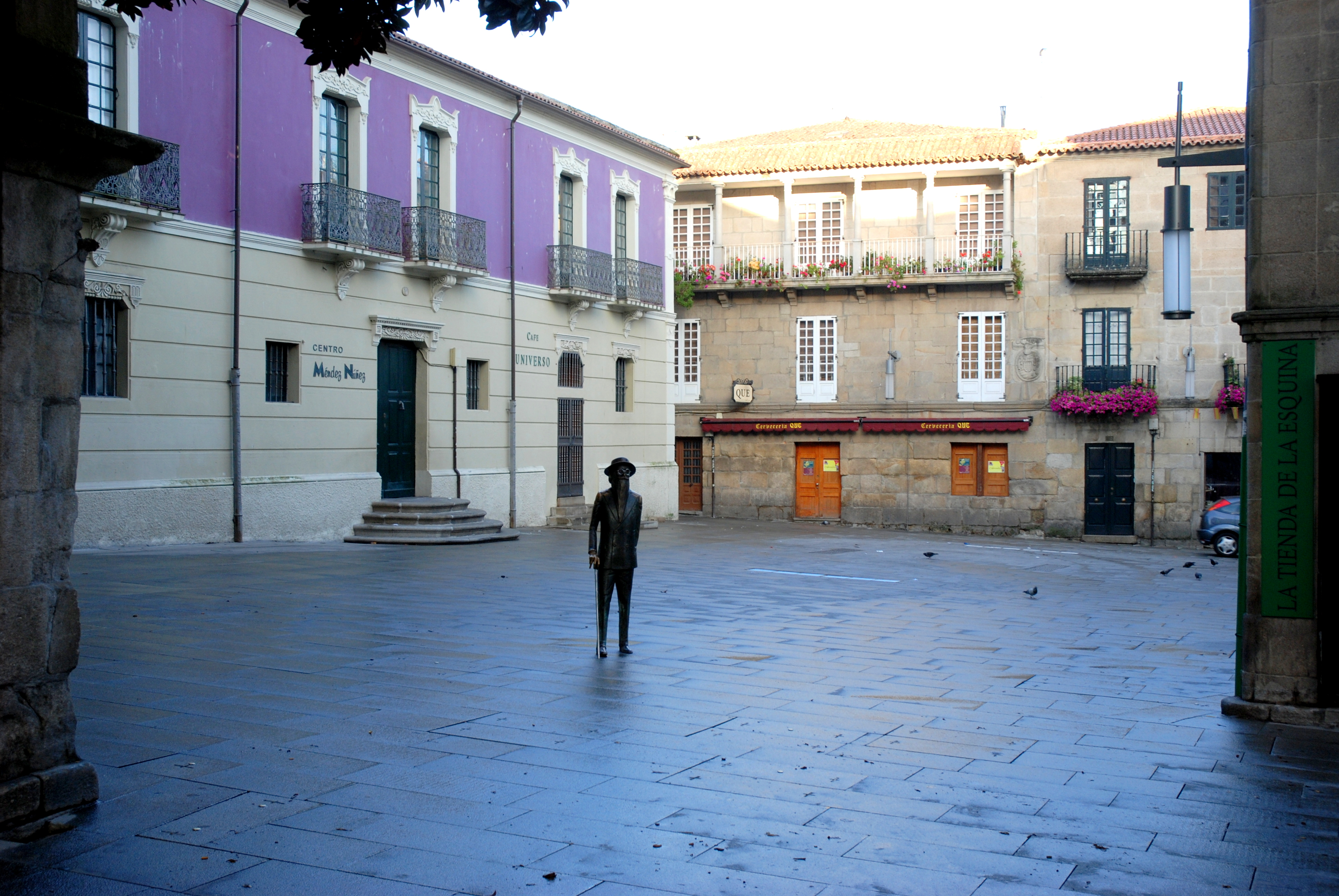
La estatua en dirección de salida del pazo
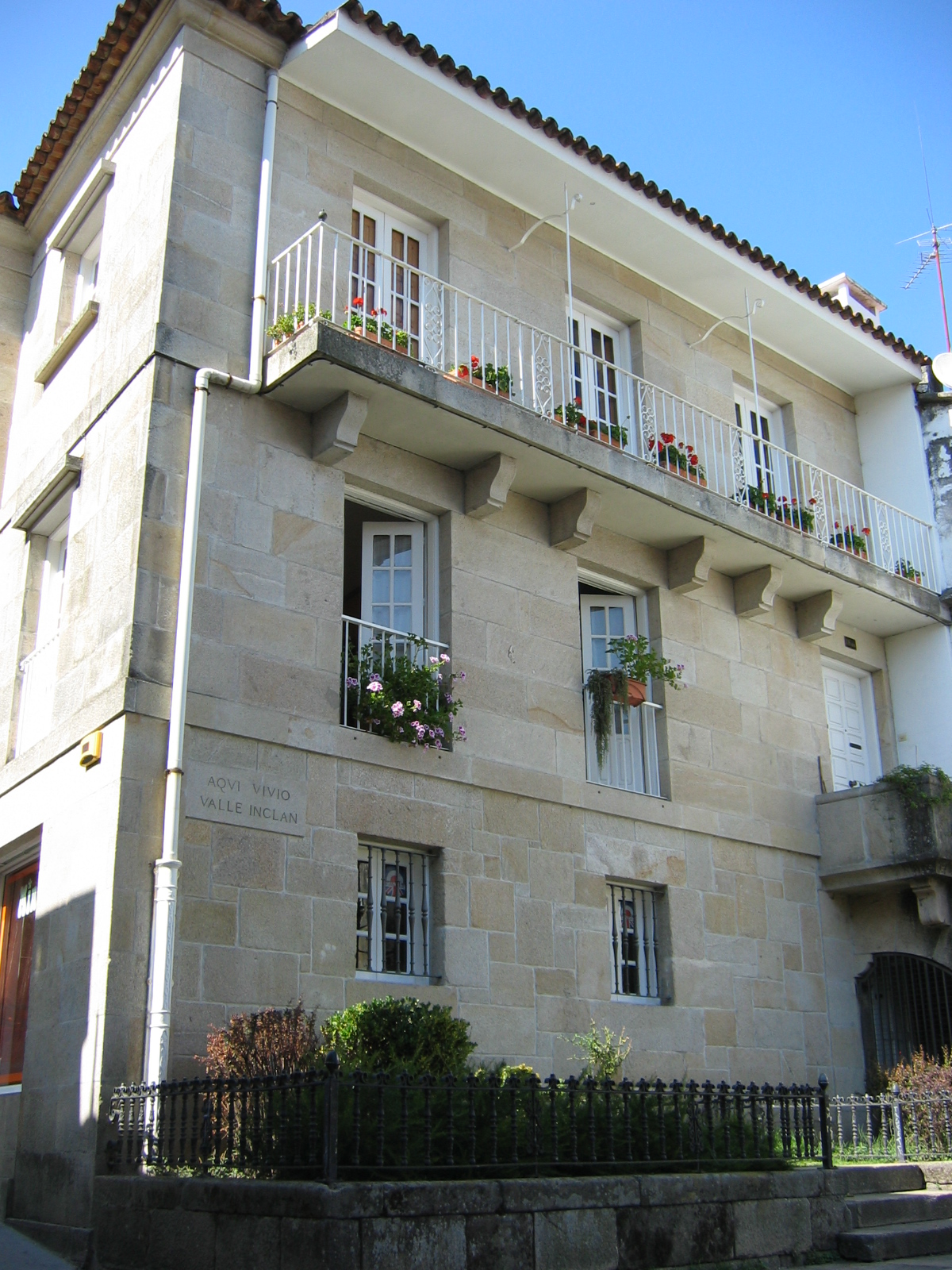
Casa de Valle-Inclán en la plaza de las Cinco Calles